# Іван (Прашко)
Іва́н Прашко́ (1 травня 1914, Збараж — 28 січня 2001, Мельбурн) — єпископ Української греко-католицької церкви; з 24 червня 1982 року по 16 грудня 1992 року — єпископ Мельнбурнської єпархії свв. апп. Петра й Павла. Дійсний член НТШ (1965), член Українського історичного товариства.

## Біографія

### Дитинство і юність
Іван Прашко народився 1 травня 1914 року в місті Збаражі на Тернопільщині, тобто за три місяці до початку Першої світової війни. Він був сином-одинаком у простих міщан Василя і Марії Прашків, чия хата стояла на сучасній вул. Незалежності. У наші дні те обійстя уже не існує. Стріха була солом'яною і під нею вміщувалася ще й сім'я Клячківських — Маріїна сестра Текля та її син Дмитро — провідний керівник ОУН та один з організаторів УПА. Чоловік Теклі Семен загинув у 1918 році вояком УГА. Дмитро ж був на 3,5 роки старшим за Івана.
Початкову освіту здобував він у Збаражі у польській гімназії. «Там на 500 учнів було лишень 42 українці. Отож з раннього віку відчув силу національної дискримінації, глибину принижень, які доводилося зносити українцям на рідній землі», — пише парох призбаразького села Вищі Луб'янки о. Михайло Бедрій у книжечці «Єпископ Іван Прашко і Збаражчина».
У тому ж навчальному закладі юнак мав нагоду приєднатися до Марійського товариства — спільноти, у якій гімназисти мали нагоду, попри духовні науки, поповнити «білі плями» з історії України, рідної мови, розвинути патріотизм та добре усвідомити свою українськість. Спілкою опікувався греко-католицький катехит о. Йосиф Кодельський. Як у розмовах з цим духівником, так і під час прощ до Зарваниці Іван Прашко ріс духовно. Але у той же час він встигав грати у футбол за команду Збаража проти команд сусідніх сіл і навіть їздити велосипедом до Львова (за 150 км). Батьки, як виглядає, розвитку сина всіляко сприяли. А мандрівки юнака зі Збаража у столицю Галичини переросли у те, що вже у 1934 році він став студентом філософського факультету Львівської богословської академії, де слухав лекції отця-ректора і майбутнього багатолітнього в'язня радянських таборів та патріарха УГКЦ Йосифа Сліпого. Вочевидь, уже тоді студенту імпонували погляди викладача, що знайшло своє вираження у їхній співпраці в післявоєнні часи. 

### Через Рим— в Австралію
Після навчання в академії у 1937 році наш земляк за настановою митрополита Андрея Шептицького поїхав навчатися в Папський університет «Урбаніана» у Римі. Уже там 2 квітня 1939 року він отримав священничі свячення від владики Діонізія Наряді. Одначе почалася війна… Радянський режим намагався знищити всіх, хто був проти «червоного визволення». 12 лютого 1945 року неподалік Рівного у засідці загинув Клим Савур. Його ж двоюрідний брат-священник, відбувши чотирирічне навчання у Папському східному інституті, в 1944 році захистив дисертацію «Руська Католицька Церква в час опорожненого престолу 1655–1665 рр.» та отримав ступінь доктора філософії.
Та Іван Прашко мав ще й інші заняття. Зокрема, у 1944–1950 рр. він працював у Допомоговому Комітеті в Італії, відвідував полонених вояків дивізії «Галичина» у таборі в Ріміні, українців у таборах для вояків армії генерала Андерса. Багатьом із них він допоміг освоїтися у повоєнному світі. Це були переважно молоді люди 25–35 років.
1950 року о. Іван Прашко зголосився до праці до Австралії, де протягом восьми років виконував душпастирські обов'язки серед українських вірних в Мельбурні, Вікторії й Тасманії. За ці роки заснував багато церковних громад, причинився до будови церков, організував українські суботні школи та цілий ряд церковно-громадських товариств, — розповідає про нього проф. Володимир Жила.
У пошуках земляків у найвіддаленіших куточках Землі, він користувався трансконтинентальними кораблями, пароплавами, звичайними та спортивними літаками, потягами, кіньми та автомобілями. «Знайшовши українські сім'ї, будував українські храми, бібліотеки, музеї та кооперативи», — згадують про нього в Австралії.
19 жовтня 1958 року о. Іван Прашко отримав єпископські свячення від митрополита Максима Германюка, архиєпископа Івана Бучка та єпископа Ісидора Борецького. Новий владика одразу очолив створений Папою Пієм ХІІ Апостольський екзархат для українців в Австралії, Новій Зеландії та Океанії. Після визволення владики Йосифа Сліпого з радянських таборів владика Іван всіляко підтримував главу Церкви у прагненнях згуртувати її. Також єпископ брав участь у чотирьох сесіях Другого Ватиканського собору.

### В Україну приїжджав, як тільки міг

Надпис на місці останнього спочинку Івана Прашка

Владика сповідував переконання, що духовне життя — це гармонійне поєднання любові до Бога і до свого народу, рідної Вітчизни. Він віддавав перевагу вірі дієвій, активній, яка веде до спасіння душі і визволення народу з ярма неволі», — зазначає о. Михайло Бедрій.
Так, він у 1967, 1973, 1979, 1984, 1988, 1991 і в 1992 роках відвідував Україну, усіляко підтримував земляків в СРСР — тюрмі народів. Відомо, що владика Прашко під час цих поїздок душпастирював на рідних теренах.
«Він мав змогу знову побродити милими вуличками, відвідати дорогі серцю батьківські могили на місцевому кладовищі…, — пише знову о. Бедрій про приїзд у 1967 році. — Батько відійшов у засвіти ще у 1938 році, а мати не дожила до приїзду сина лише два роки».
Ті батьківські могили розташовані на міському кладовищі у Збаражі.
Під час відвідин уже незалежної України владика І. Прашко збирав матеріали до історії життя і загибелі Дмитра Клячківського, виступав з ініціативою встановлення пам'ятника йому в рідному місті. Але поганий стан здоров'я завадив єпископу приїхати на відкриття цього монумента 9 липня 1995 року.
Єрарх помер 28 січня 2001 року і похований у крипті катедри святих апостолів Петра і Павла у Мельбурні. Про його життя і діяльність розповідають не тільки статті, а й експонати у згаданому вище музеї у Мельбурні, а також у музеї, що діє у Збаразькому замку. Серед речей — ризи, книги і навіть обрус, який Марія Прашко вишила для сина, але не встигла передати. Провести в останню путь владику Івана Прашка прилетів до Австралії Глава Української греко-католицької церкви Кардинал Любомир Гузар.

Владика І. Прашко написав приблизно 40 послань. Із 1973 року Іван Прашко був членом Римського Релігійного товариства католиків «Свята Софія». Окрім душпастирської праці, він займався науковою роботою: був дійсним членом НТШ та Українського Історичного Товариства. Діяльність єрарха — свідчення того, як можна працювати для рідної землі навіть у, здавалось би, «чорні моменти історії». Водночас це — докір усім, хто працювати не бажає, хто виправдовує себе поганими умовами, малими ресурсами чи ще чимось.

## Відзнаки
- Золотий Хрест «За особливі заслуги для церкви і народу» (відзнака Головної управи Братства колишніх вояків 1-ї Української дивізії Української Національної Армії),
- Орден Британської імперії (1982),
- Почесний громадянин міста Збараж (2001).

## Ушанування пам'яті
Іменем Владики Івана Прашка названо створений ним музей українського мистецтва при Соборі Свв. Верх. Апп. Петра і Павла в Мельбурні.